# Дуров, Алексей Данилович

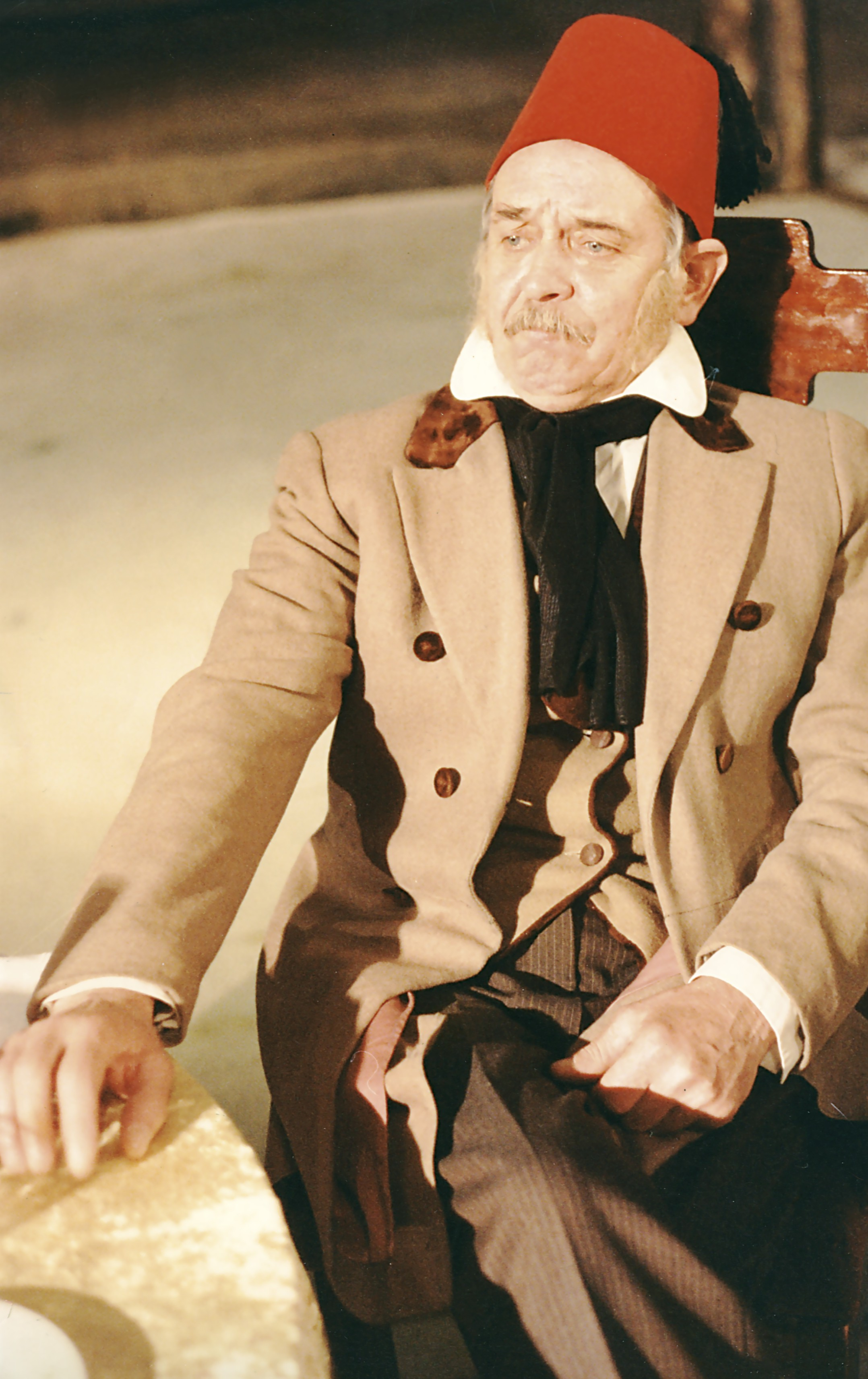

Алексей Данилович Ду́ров (род. 1940) — советский и российский театральный актёр, Заслуженный артист РСФСР (1983), Народный артист Российской Федерации (2008), Почётный гражданин Ульяновской области (2002).

## Биография
Родился в рабочей семье.
После окончания школы с октября 1959 г. по август 1962 г. служил в рядах Советской армии.
В августе 1962 г. был зачислен студентом актёрского факультета ГИТИСа на курс педагогов О. И. Пыжовой, Б. В. Бибикова.

С августа 1966 г. после окончания ГИТИСа по настоящее время творческая жизнь Алексея Дурова связана с Ульяновским драматическим театром им. И. А. Гончарова.
Алексей Дуров — один из ведущих мастеров труппы Ульяновского драматического театра им. И. А. Гончарова. За годы творческой деятельности на сцене им сыграны свыше ста разноплановых образов.

## Творчество
За первые годы работы на сцене Ульяновского театра Дуровым был создан ряд работ в спектаклях «Маскарад» М. Ю. Лермонтова, «Последняя жертва», «Бесприданница», «Бешеные деньги» А. Н. Островского, «Коварство и любовь» Ф. Шиллера, «Дело Артамоновых» М. Горького, «Любовь Яровая» К. Тренёва, русской и зарубежной классике.

В послужном списке артиста работы в таких постановках, как «Нахлебник» И. С. Тургенева (Кузовкин), «Волки и овцы» А. Н. Островского (Чугунов), «Ричард II» У. Шекспира (Йорк), «Монархи» А. К. Толстого (Шуйский), «Дети Ванюшина» А. Найденова (Ванюшин), «Трехгрошовая опера» Б. Брехта (Питчем), «Гамлет» У. Шекспира (Полоний), «Генрих IV» Л. Пиранделло (Доктор), «Нашествие» Л. Леонова (Фаюнин), «Обрыв» И. Гончарова (Тычков), «Владимирская площадь» Л. Разумовской (Павел), «Правда хорошо, а счастье лучше» А. Н. Островского (Грознов), «Дикарь» А. Касона (Ролдон), «Продавец дождя» Р. Нэша (Карри), «Очень простая история» М. Ладо (Хозяин).

За роль князя Шабельского в «Иванове» А. П. Чехова был отмечен дипломом международного фестиваля в г. Тольятти в 2000 году. Фестиваль проводился на базе драматического театра «Колесо».

## Награды и признания
- 1970 г. — награждён медалью «За доблестный труд. В ознаменование 100-летия со дня рождения В. И. Ленина».
- 1983 г. — присвоено звание «Заслуженный артист РСФСР».
- 2002 г. — занесён в Золотую книгу Почёта, присвоено звание Почётный гражданин Ульяновской области.
- 2008 г. — присвоено звание «Народный артист Российской Федерации».
- 2010 г. — награждён почетным знаком Ульяновской области «За веру и добродетель».
- Алексей Дуров награждался почётными дипломами и грамотами Министерства Культуры РФ, Союза театральных деятелей, правительством Ульяновской области и администрацией г. Ульяновска.
- Его имя занесено на Аллее Славы у Ульяновского областного драматического театра.

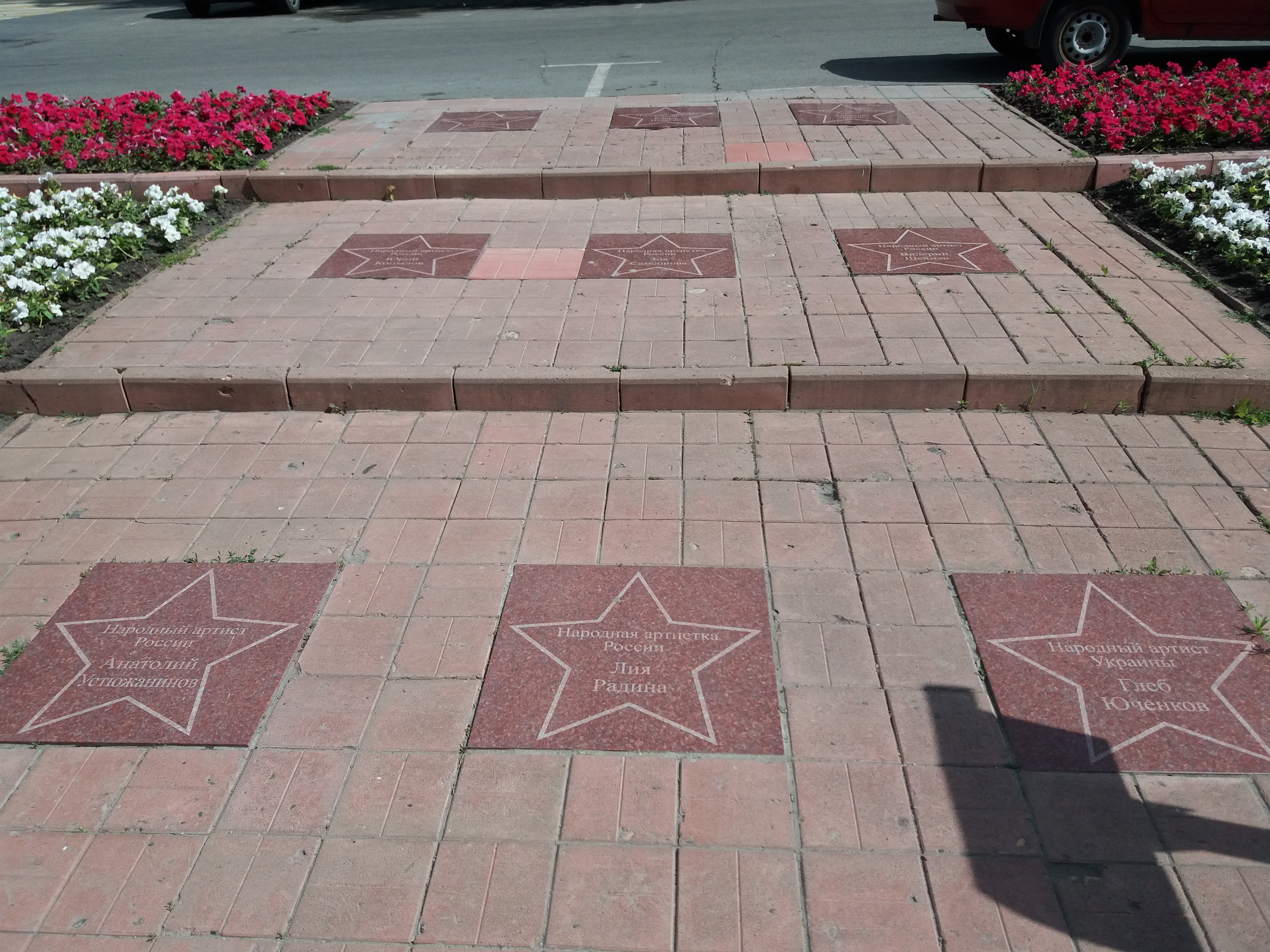
Аллея Славы драмтеатра.
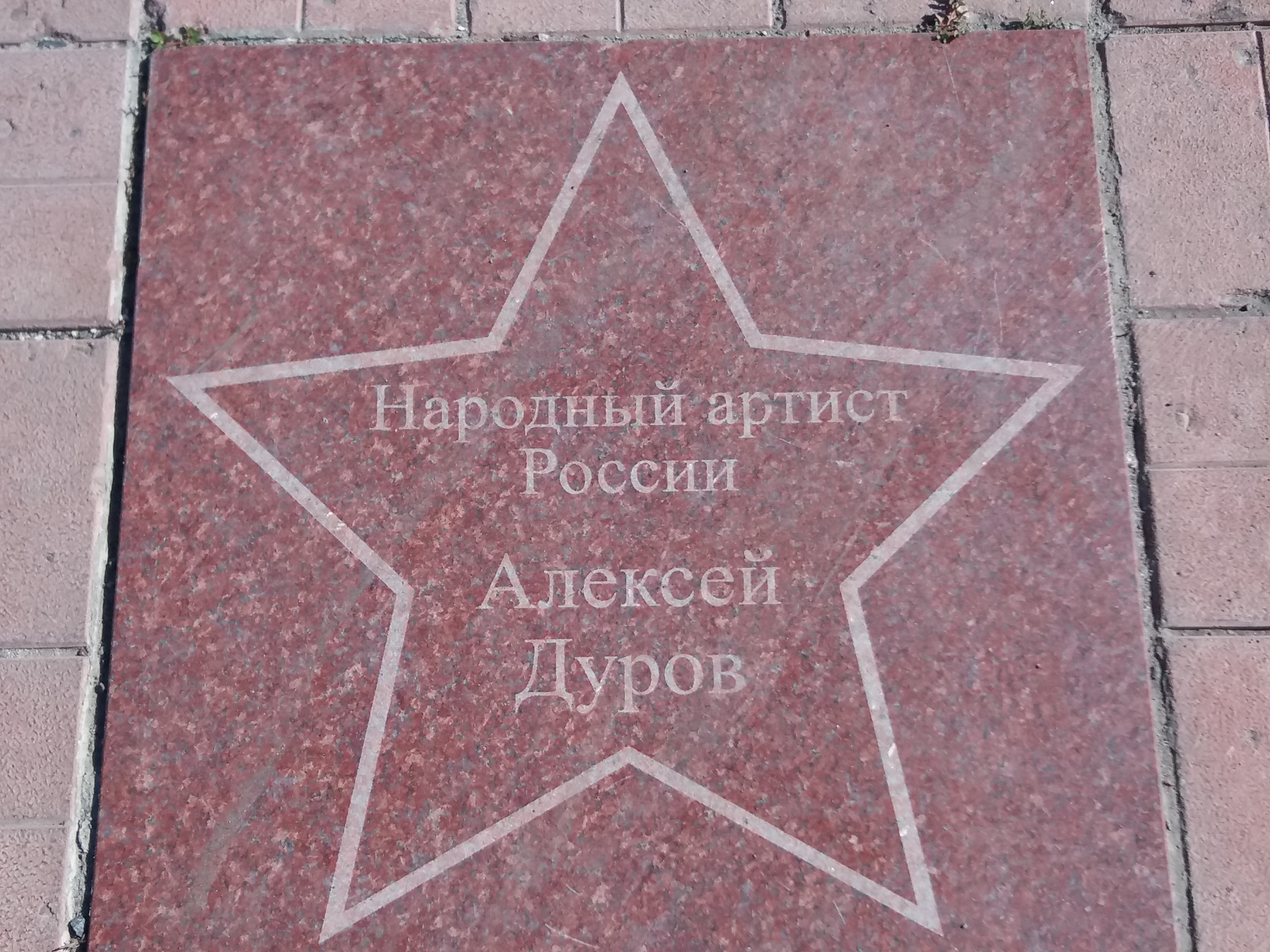
"Звезда - Алексей Дуров" на аллеи Славы.